# Suit & Tie
"Suit & Tie" är en R&B-låt av Justin Timberlake från albumet The 20/20 Experience som släpptes den 15 januari 2013. Låten skriven av Timberlake själv, Timothy Mosley, Shawn Carter, Jerome "J-Roc" Harmon, James Fauntleroy, Terrence Stubbs, Johnny Wilson och Charles Still.